# Operación Chile: Top Secret (documental chileno)
Operación Chile: Top Secret es un documental chileno que se estrenó el 5 de septiembre de 2023 en el canal Chilevisión. El documental, coproducido por Chilevisión, Wood Producciones y los investigadores Andrea Insunza y Javier Ortega, de la productora periodística “Un día en la vida”, busca profundizar en la historia de cómo Estados Unidos intervino secretamente en la política interna de Chile durante dos décadas, a partir de 1970.
El documental se basa en los más de 25 mil documentos desclasificados por el Archivo de Seguridad Nacional de Estados Unidos, que incluyen memorándum, transcripciones de conversaciones, cables diplomáticos y reportes de inteligencia que revelan las acciones encubiertas de la CIA, el Departamento de Estado, la Casa Blanca y otros organismos estadounidenses para influir sobre Chile.
El documental consta de cuatro capítulos que abordan distintos momentos y temas de la relación entre Estados Unidos y Chile, como el golpe de Estado contra Salvador Allende, el asesinato de Orlando Letelier en Washington, el plebiscito de 1988 y la transición a la democracia. El documental cuenta con el testimonio de protagonistas y testigos de ambos países, como el expresidente Jimmy Carter, el ex secretario de Estado James Baker, el ex director de la CIA William Colby, el ex embajador Harry Barnes, el exsenador Patricio Walker, el exministro Sergio Bitar, el periodista John Dinges, el historiador Peter Kornbluh y el abogado José Zalaquett.
El documental ha sido calificado como un aporte al conocimiento histórico y una reflexión sobre el rol de Estados Unidos en América Latina. También ha generado controversia y debate por las revelaciones que contiene y las implicaciones que tiene para la memoria y la justicia en Chile.

## Operación Chile: Top Secret

### Antecedentes
El documental se enmarca en el contexto histórico de la intervención de Estados Unidos en la política interna de Chile, que se inició en 1970 con el triunfo electoral de Salvador Allende y su proyecto socialista. Estados Unidos, bajo la presidencia de Richard Nixon, consideraba a Chile como una amenaza para sus intereses geopolíticos y económicos en la región, y decidió apoyar a las fuerzas opositoras al gobierno de Allende, tanto políticas como militares. Entre las acciones que realizó Estados Unidos se encuentran el boicot económico, el financiamiento de partidos y medios de comunicación, el entrenamiento de agentes encubiertos, el fomento de la desestabilización social y el respaldo al golpe militar de 1973, que derrocó a Allende e instauró la dictadura de Augusto Pinochet.
Durante la dictadura de Pinochet, Estados Unidos mantuvo una relación ambigua con el régimen chileno, que combinaba el apoyo político y económico con las críticas por las violaciones a los derechos humanos. Estados Unidos también estuvo involucrado en algunos episodios clave de la historia chilena, como el asesinato del ex canciller Orlando Letelier en Washington en 1976, el plan de Pinochet para retener el poder tras el plebiscito de 1988 y el alejamiento de Ronald Reagan con el dictador chileno a fines de los años 80.
La mayor parte de la información sobre la intervención de Estados Unidos en Chile permaneció oculta durante décadas, hasta que en 1999, bajo la presidencia de Bill Clinton, se inició un proceso de desclasificación de documentos secretos relacionados con Chile. El proceso fue impulsado por Peter Kornbluh, director del proyecto Chile del Archivo de Seguridad Nacional, una organización no gubernamental dedicada a la investigación y difusión de documentos oficiales estadounidenses. Kornbluh logró acceder a más de 25 mil documentos provenientes de diversas agencias e instituciones de Estados Unidos, como la CIA, el Departamento de Estado, el Departamento de Defensa, la Agencia Nacional de Seguridad y la Casa Blanca.
Los documentos desclasificados revelaron detalles inéditos sobre la participación de Estados Unidos en la historia reciente de Chile, y generaron un gran impacto mediático y académico. Sin embargo, su acceso y difusión fue limitado por las barreras idiomáticas, técnicas y legales. Por esta razón, los periodistas e investigadores chilenos Andrea Insunza y Javier Ortega decidieron realizar un documental que recopilara y analizara los documentos desclasificados, y que contara con el testimonio exclusivo de Peter Kornbluh.

## Sinopsis
El documental, coproducido por Chilevisión, Wood Producciones y los investigadores Andrea Insunza y Javier Ortega, busca profundizar en la historia de cómo Estados Unidos intervino secretamente en la política interna de Chile durante dos décadas, a partir de 1970.
El documental se basa en la revisión de más de 25 mil documentos desclasificados por el Archivo de Seguridad Nacional de Estados Unidos, que incluyen memorándum, transcripciones de conversaciones, cables diplomáticos y reportes de inteligencia ejecutados por poderosos hombres de Estados Unidos para influir sobre Chile. Entre los documentos se encuentran evidencias sobre el apoyo estadounidense al golpe militar de 1973, el asesinato del ex canciller Orlando Letelier en Washington, el plan de Pinochet para retener el poder tras el plebiscito de 1988 y el alejamiento de Ronald Reagan con el dictador chileno.
El documental cuenta con el testimonio exclusivo de Peter Kornbluh, director del proyecto Chile del Archivo de Seguridad Nacional y principal responsable de la desclasificación de los documentos. Además, presenta entrevistas a protagonistas y testigos de la historia reciente de Chile, como el expresidente Ricardo Lagos, el exministro Sergio Bitar, el ex embajador Harry Barnes, el exagente Michael Townley y el tío de Rodrigo Rojas, Raúl Leiva.
Operación Chile: Top Secret es un documental que busca revelar los secretos mejor guardados de la relación entre Estados Unidos y Chile, y aportar a la memoria histórica del país.

## Presentadores
El documental fue presentado por los periodistas Macarena Pizarro y Daniel Matamala, ambos conductores de CHV Noticias. Ellos fueron los encargados de introducir cada capítulo y entrevistar a los protagonistas y testigos de la historia.

### Personas entrevistadas
El documental contó con el testimonio de más de 30 personas, entre políticos, diplomáticos, periodistas, historiadores, abogados y activistas de derechos humanos, tanto de Chile como de Estados Unidos. Algunas de las personas entrevistadas fueron:
- Jimmy Carter, expresidente de Estados Unidos (1977-1981)
- James Baker, ex secretario de Estado de Estados Unidos (1989-1992)
- William Colby, ex director de la CIA (1973-1976)
- Harry Barnes, ex embajador de Estados Unidos en Chile (1985-1988)
- Patricio Walker, exsenador y presidente del Senado de Chile (2015-2016)
- Sergio Bitar, exministro de Minería, Educación y Obras Públicas de Chile
- John Dinges, periodista y autor del libro The Condor Years: How Pinochet and His Allies Brought Terrorism to Three Continents Peter Kornbluh, historiador y director del proyecto Chile del Archivo de Seguridad Nacional de Estados Unidos
- José Zalaquett, abogado y defensor de derechos humanos
- Raúl Leiva, tío de Rodrigo Rojas, joven quemado vivo por una patrulla militar en 1986

## Producción
El documental fue producido por Chilevisión y Wood Producciones, con el apoyo del Consejo Nacional de Televisión y la Corporación de Fomento de la Producción. La dirección y el guion estuvieron a cargo de Andrea Insunza y Javier Ortega, periodistas e investigadores de la productora “Un día en la vida”, especializada en periodismo narrativo e investigación histórica. Insunza y Ortega llevaban más de cinco años trabajando en el tema de la intervención de Estados Unidos en Chile, y habían publicado varios reportajes y libros al respecto.
La producción del documental duró cerca de dos años, e implicó un trabajo exhaustivo de revisión, selección y análisis de los documentos desclasificados por el Archivo de Seguridad Nacional. Los realizadores viajaron a Estados Unidos para entrevistar a Peter Kornbluh, quien les facilitó el acceso a los documentos y les explicó su contexto e importancia. También entrevistaron a otros actores relevantes de la historia chilena, tanto en Chile como en el extranjero.
El documental se estructura en cuatro capítulos, que abordan distintos períodos y aspectos de la intervención de Estados Unidos en Chile. El primer capítulo se centra en el triunfo electoral de Salvador Allende y la reacción de Estados Unidos. El segundo capítulo trata sobre el golpe militar de 1973 y el apoyo estadounidense al régimen de Pinochet. El tercer capítulo se ocupa del asesinato de Orlando Letelier en Washington y la investigación que lo esclareció. El cuarto capítulo narra el plan de Pinochet para retener el poder tras el plebiscito de 1988 y el distanciamiento de Ronald Reagan con el dictador chileno.

## Recepción
El documental fue estrenado el 5 de septiembre de 2023 en el canal Chilevisión, coincidiendo con el aniversario del golpe militar de 1973. El documental tuvo una buena acogida por parte del público y la crítica, que destacaron su rigor periodístico, su valor histórico y su relevancia actual.
El documental también generó un amplio debate sobre el rol de Estados Unidos en la historia chilena, y sobre las lecciones que se pueden extraer para el presente y el futuro del país. Algunos sectores políticos y sociales expresaron su rechazo al documental, acusándolo de ser sesgado, manipulador o antipatriótico. Otros sectores valoraron el documental como una contribución a la verdad, la justicia y la democracia.